# Cross de l'Acier
Il Cross de l'Acier (in italiano, "croce d'acciaio") è una corsa campestre organizzata annualmente alla fine di novembre a Leffrinckoucke, in Francia.

## Storia

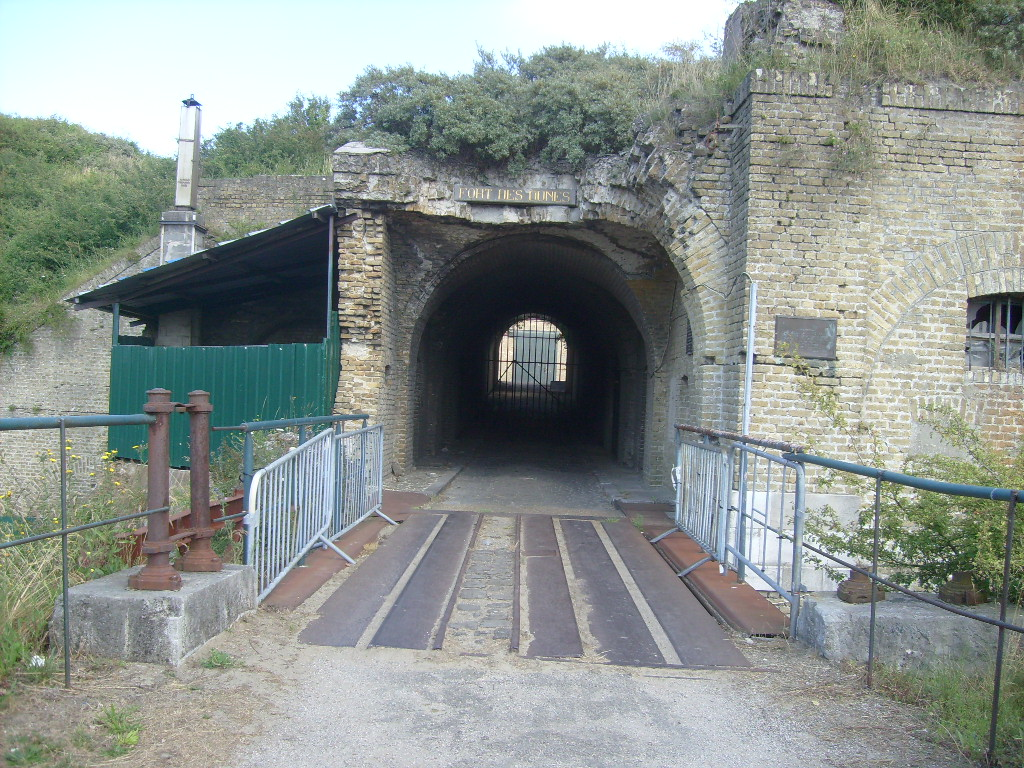
Fort des Dunes

Organizzata per la prima volta nel 1990, è una delle più celebri competizioni francesi di corsa campestre. all'edizione del 2010 parteciparono circa 2.000 atleti, divisi tra le dieci gare che compongono questo evento sportivo, che annovera le corse per gli atleti professionisti e per i corridori amatoriali.
Il percorso della gara si snoda intorno a Fort des Dunes, avamposto militare che fu parte della fortificazione utilizzata durante la prima guerra mondiale che è conosciuta come Sistema Séré de Rivières. La gara maschile consta di un tracciato lungo 9.95 km, mentre quella femminile di 6.55 km. Il Cross de l'Acier, che è incluso nel circuito internazionale dei  Cross Country Permit Meeting dell'European Athletic Association, ha anche la funzione di selezionare gli atleti che parteciperanno all'edizione successiva dei campionati europei di corsa campestre, che sono organizzati a dicembre. Alcuni degli atleti più famosi che hanno partecipato al Cross de l'Acier sono Haile Gebrselassie, Zola Budd, Joseph Ebuya, Fernanda Ribeiro, Linet Masai, Paulo Guerra e Mo Farah.

## Albo d'oro
| Edizione | Anno | Vincitore gara maschile | Tempo (m:s) | Vincitrice gara femminile | Tempo (m:s) |
| -------- | ---- | ----------------------- | ----------- | ------------------------- | ----------- |
| I        | 1990 | Bruno Levant            |             | Nancy Pattee              |             |
| II       | 1991 | Thierry Pantel          |             | Albertina Dias            |             |
| III      | 1992 | Wilson Omwoyo           |             | Albertina Dias            |             |
| IV       | 1993 | Vincent Rousseau        |             | Zola Budd                 |             |
| V        | 1994 | Paulo Guerra            |             | Fatuma Roba               |             |
| VI       | 1995 | Worku Bikila            |             | Fernanda Ribeiro          |             |
| VII      | 1996 | Tom Nyariki             |             | Margarita Marusova        |             |
| VIII     | 1997 | Tom Nyariki             |             | Jackline Maranga          |             |
| IX       | 1998 | Hailu Mekonnen          |             | Jackline Maranga          |             |
| X        | 1999 | Hailu Mekonnen          |             | Naomi Mugo                |             |
| XI       | 2000 | Luke Kipkosgei          |             | Ayelech Worku             |             |
| XII      | 2001 | Haile Gebrselassie      |             | Tereza Yohannes           |             |
| XIII     | 2002 | Hailu Mekonnen          |             | Mestawet Tufa             |             |
| XIV      | 2003 | John Yuda               |             | Gelete Burka              |             |
| XV       | 2004 | Tibebu Yenew            |             | Isabella Ochichi          |             |
| XVI      | 2005 | Dennis Ndiso            |             | Teyba Erkesso             |             |
| XVII     | 2006 | Mo Farah                |             | Dorcus Inzikuru           |             |
| XVIII    | 2007 | Imane Merga             |             | Linet Masai               |             |
| XIX      | 2008 | Imane Merga             | 28:15       | Abebu Gelan               | 18:20       |
| XX       | 2009 | Imane Merga             |             | Vivian Cheruiyot          |             |
| XXI      | 2010 | Joseph Ebuya            | 28:08       | Linet Masai               | 21:40       |
| XXII     | 2011 | Joseph Ebuya            | 28:10       | Feyse Tadese\|            | 21:09       |
| XXIII    | 2012 | Cornelius Kangogo       | 28:14       | Waganesh Mekasha          | 21:23       |
| XXIV     | 2013 | Cornelius Kangogo       | 28:07       | Hiwot Ayalew              | 22:30       |
| XXV      | 2014 | Birhan Nebebew          | 28:58       | Senbere Teferi            | 23:33       |
| XXVI     | 2015 | Alfred Ngeno            | 30:06       | Dera Dida                 | 24:13       |
| XXVII    | 2016 | Selemon Barega          | 26:12       | Beyenu Degefa             | 21:48       |